# 딥 블루

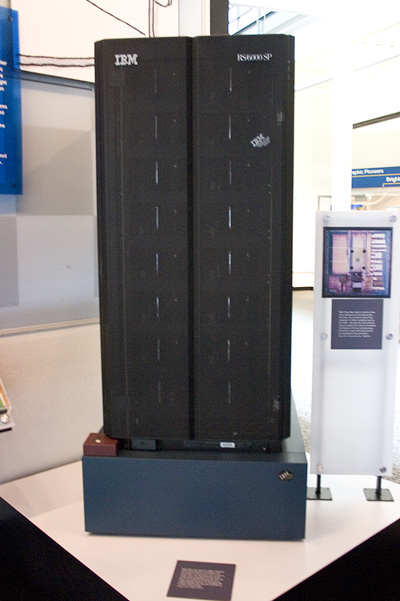
딥 블루의 모습.

딥 블루(Deep Blue)는 IBM이 만든 체스 특화 인공지능 컴퓨터이다. 딥 블루는 칩테스트 프로젝트의 일환으로 당시 세계 체스 챔피언이던 가리 카스파로프를 이겼으며 컴퓨터는 인간을 이길 수 없다는 오랜 패러다임을 깨는 계기가 되었다.

## 역사
딥 블루는 세계 체스 챔피언 그랜드마스터 가리 카스파로프를 시간 제한이 있는 정식 대국에서 이긴 최초의 컴퓨터이다. 딥 블루는 1996년 2월 10일 카스파로프와의 첫 번째 체스 대국에서 이겼다. 그러나 나머지 다섯 번의 대국에서 카스파로프가 3번 이기고 2번 비겼기 때문에 최종적으로는 4-2의 점수로 카스파로프가 승리했다. 마지막 대국이 끝난 것은 1996년 2월 17일이다.
이후에 딥 블루에 엄청난 성능향상 작업이 있었고 1997년 5월에 다시 맞붙었다. 성능이 향상된 새로운 컴퓨터의 비공식적인 별명은 '디퍼 블루'(Deeper Blue)였다. 6번의 대국은 5월 11일에 최종적으로 끝났고 3.5-2.5의 점수로 딥 블루가 승리했다. 이로써 딥 블루는 시간 제한이 있는 정식 체스 토너먼트에서 세계 챔피언을 꺾은 최초의 컴퓨터가 되었다.
이 프로젝트는 원래 카네기 멜론 대학교에서 쉬펑슝(Feng-hsiung Hsu) 교수가 만든 칩테스트(ChipTest) 프로젝트에서 시작했다. 이 프로젝트에서 최초로 만든 컴퓨터의 이름 깊은 생각(Deep Thought)은 소설 《은하수를 여행하는 히치하이커를 위한 안내서》에 나오는 컴퓨터의 이름을 따온 것이다. 쉬 교수는 1989년에 IBM에 합류하여 머리 캠벨과 병렬처리를 공동작업하면서 딥 블루를 만들었다.
딥 블루는 가능한 모든 경우를 조사하여 다음 수를 결정했기 때문에 엄청난 병렬처리 능력을 요구했다. 딥 블루는 30개의 노드로 구성된 RS/6000 SP기반 컴퓨터에 특별히 설계한 480개의 VLSI 체스 칩이 달려있었다. 체스 경기 프로그램은 C로 짜여졌고 AIX 운영 체제에서 실행됐다. 초당 200,000,000가지 위치를 계산할 수 있었는데, 이것은 이전보다 두 배 향상된 속도였다. 1997년 6월 세계에서 259번째로 강력한 슈퍼컴퓨터였다.
일반적으로 체스 프로 기사들은 10수 정도를 내다보는데, 카스파로프를 꺾은 디퍼 블루 시스템은 12수를 내다볼 수 있는 예측 능력이 있었다.
딥 블루의 예측 함수는 예측 가능한 경우를 포함하는 일반화된 형태로 짜여 있다. 이 함수의 값들은 수 천 개 이상의 대국을 분석한 컴퓨터의 판단으로 결정된다. 예측 함수는 팔천 개의 부분으로 나뉘어 있고 이들의 대부분은 특정한 위치에 최적화되어 있다. 초기에는 칠십만 개 이상의 대국 정보와 사천 개 정도의 위치가 기록되어 있었다. 이 라이브러리는 미겔 일레스카스, 존 페도로비치, 닉 더퍼먼이 제공했다. 두 번째 게임을 시작하기 전에 조엘 벤저민에 의해서 프로그램이 조정되었다.
카스파로프는 딥 블루의 창의성을 보았으며 경기를 진행하며 기계가 학습했다고 덧붙였다. 그는 재경기를 원했으나 IBM의 거부로 재경기는 무산됐다. 2003년에는 딥 블루를 주제로 한 Game Over: Kasparov and the Machine이라는 다큐멘터리가 나왔는데, 딥 블루의 승리가 IBM의 마케팅 전략이었다는 내용을 다룬다.
개발자들은 게임을 하는 중에 제공된 규칙을 바꿔 나갈 수 있도록 하였다. 또한 원본 코드는 카스파로프의 방법을 이해할 수 있도록 수정되었고, 실패를 할 가능성을 줄여 주었다고 한다.

## 이후 행적
쉬펑슝 교수는 저서 Behind Deep Blue: Building the Computer that Defeated the World Chess Champion에서 IBM과 무관하게 카스파로프가 딥 블루와 재대결할 수 있도록 만들 수 있었다고 밝혔지만, 오히려 카스파로프가 거절했다고 했다.
카스파로프가 게임에 지자 오마르 셰드라는 인도계 미국인은 아리마(Arimaa)라는 새로운 게임을 만들었다. 이 게임은 표준 체스판에서 할 수 있고, 인간은 게임 규칙을 이해하기 쉽지만 컴퓨터는 이해하기 어렵게 만들어졌다. 바둑 프로그램은 체스에 비해서 더 강력한 인공지능이 필요한 분야로 한때 회자되었지만 계속된 인공지능과 컴퓨터의 발달로 2016년 딥러닝의 알파고가 프로기사 이세돌을 압도하며 꺾은 이후로 인간이 가지는 바둑의 능력을 확실히 뛰어넘은지 오래 됐다.

## 같이 보기
- 왓슨 (컴퓨터)
- 더 투르크
- Arimaa
- 블루 진
- 기계 학습
- 딥 블루 대 가리 카스파로프
- 알파고